# Hans-Joachim Gelberg
Hans-Joachim Gelberg (Dortmund, 27 augustus 1930 – Weinheim, 17 mei 2020) was een Duits schrijver en uitgever van kinder- en jeugdboeken.
Hans-Joachim Gelberg stichtte in 1971 jeugdboekenserie "Beltz & Gelberg" bij uitgeverij Beltz, de omvang van 8 titels groeide uit naar 900 titels in de jaren 90.
In Duitsland is ook wetenschappelijk tijdschrift Der bunte Hund erg populair bij de schooljeugd. Vanaf 1982 is Gelberg door diverse collega's geassisteerd. Achim Bröger, Janosch en Peter Härtling werken nu ook voor de uitgeverij, die nu Beltz & Gelberg heet.
Gelberg had ook Duitse kinderboekenschrijvers, tekenaars als Nikolaus Heidelbach, Josef Guggenmos, Jürgen Spohn, Rafik Schami, Erwin Moser, Christine Nöstlinger, en Hans Manz in dienst.
Hij won meerdere onderscheidingen.
Hans-Joachim Gelberg woonde in Weinheim (Baden-Württemberg).

## Boeken
- Geh und spiel mit dem Riesen. Beltz & Gelberg, Weinheim 1971, ISBN 3-407-80200-5.
- Update on Rumpelstiltskin and other Fairy Tales by 43 Authors. Illustrationen von Willi Glasauer, Beltz & Gelberg, Weinheim 1976, ISBN 3-407-80518-7.
- Der bunte Hund. Beltz & Gelberg, Weinheim 1982, ISBN 3-407-80401-6.
- Kinderland – Zauberland. Maier, Ravensburg 1986, ISBN 3-473-51531-0.
- Aller Dings. Werkstattbuch zum Programm B & G. Beltz & Gelberg, Weinheim 1996, ISBN 3-407-79699-4.
- Grosser Ozean: Gedichte für alle. Beltz und Gelberg, Weinheim 2006, ISBN 3-407-74018-2.
- Eines Tages: Geschichten von überallher. Beltz & Gelberg, Weinheim 2008, ISBN 978-3-407-74088-5
- Märchen aus Aller Welt. Illustrationen von Nikolaus Heidelbach, Beltz & Gelberg, Weinheim 2010 ISBN 978-3-407-79973-9

## Prijzen
- 1972: Deutscher Jugendliteraturpreis voor Geh und spiel mit dem Riesen
- 2001: Bologna Ragazzi Award voor Großer Ozean: Gedichte für alle
- 2004: Friedrich-Bödecker-Preis

## Weblinks
- Hans-Joachim Gelberg zum Achtzigsten: Und die Drachen leben noch.
- Er tauschte Spielzeugautos gegen ein Buch – Hans-Joachim Gelberg erzählt aus seinem Leben[dode link]

- Bibsys: 11064507
- Bibliothèque nationale de France: cb13480591f (data)
- CiNii: DA08959380
- Gemeinsame Normdatei: 119465981
- International Standard Name Identifier: 0000 0001 1019 7933
- Library of Congress Control Number: n82010677
- Nationale Bibliotheek van Tsjechië: osd2011654996
- Nederlandse Thesaurus van Auteursnamen: 070675570
- Réseau des bibliothèques de Suisse occidentale: 02-A003286423
- Système universitaire de documentation: 076362086
- Virtual International Authority File: 161372
- WorldCat: E39PBJgmGVp4fRtHpRVYtCdqQq